# Lâu đài Blatnica
Lâu đài Blatnica (tiếng Slovakia: Blatnica hrad) là tàn tích của một lâu đài tọa lạc ở độ cao 658 mét so với mực nước biển, trên sườn núi đá vôi Plešovice, trong dãy núi Great Fatra, thuộc địa phận làng Blatnica, vùng Žilina, Slovakia.

## Lịch sử
Lâu đài Blatnica được nhắc đến lần đầu tiên trong một văn bản có niên đại vào năm 1300. Lâu đài được xây dựng vào nửa sau thế kỷ 13. Chức năng ban đầu của lâu đài là bảo vệ các tuyến đường thương mại dẫn từ Nitra đến các khu vực phía bắc. Sau này, lâu đài trở thành tài sản của hoàng tộc. Khi xuất hiện một con đường thoải mái hơn từ Nitra qua Mošovce đến Martin và xa hơn về phía bắc, con đường cũ mất đi ý nghĩa ban đầu. Tầm quan trọng của lâu đài Blatnica cũng giảm sút, nên các nhà cầm quân không mấy mặn mà với lâu đài này nữa. Trong thế kỷ 15 và nửa đầu thế kỷ 16, lâu đài qua tay nhiều chủ sở hữu khác nhau, bao gồm Peter Komorovský, gia đình Necpalsk, và những người khác. Các chủ sở hữu này thường chỉ quản lý và sử dụng cơ sở vật chất nơi đây, nhưng lại bỏ bê việc tu sửa lâu đài.
Từ năm 1540, gia đình Révai bắt đầu sở hữu lâu đài. Họ đã xây dựng thêm một pháo đài lớn với các tòa nhà mới bên trong lâu đài vào giai đoạn cuối thế kỷ 16 - đầu thế kỷ 17.
Lâu đài bị quân nổi dậy của Hoàng tử Imrich Tököli chiếm giữ vào cuối thế kỷ 17. Sau đó, lâu đài Blatnica tiếp tục bị quân đội của Hoàng tử Francis II Rákóczi chiếm giữ vào đầu thế kỷ 18. Kể từ năm 1790, lâu đài không còn người ở và dần trở thành tàn tích.